# Boxa als Jocs Mediterranis de 2018
La competició de boxa dels Jocs del Mediterrani de 2018 de Tarragona es va celebrar entre el 25 i el 30 de juny al pavelló esportiu de Torredembarra. La primera aparició d'aquest esport en els Jocs del Mediterrani va ser a Alexandria 1951 a Egipte.
La competició es va centrar només en la competició masculina repartint la competició en diverses categories segons el pes dels participants.

## Medaller per categoria
| Categoria      | Or                      | Plata                 | Bronze                                 |
| Menys de 52 kg | Gabriel Escobar         | Hussin Almasri        | Manuel Fabrizio Cappai · Dusan Janjic  |
| Menys de 56 kg | Raffaele Di Serio       | Krenar Zeneli         | Bilel Mhamdi · Ali İhsan Alagas        |
| Menys de 60 kg | Sofiane Oumhia          | Hakan Doğan           | Reda Benbaziz · Alaa Shili             |
| Menys de 64 kg | Tuğrulhan Erdemir       | Abdelhaq Nadir        | Eduardo Orozco · Alexandros Tsanikidis |
| Menys de 69 kg | Walid Mohamed           | Youba Sissokho Ndiaye | Onur Şipal · Ahmed Tabai               |
| Menys de 75 kg | Ahmad Ghosoun           | Salvatore Cavallaro   | Trifun Dasic · Bamba Bengoro           |
| Menys de 81 kg | Abdelrahman Abdelgawwad | Bayram Malkan         | Mohamed Houmri · Polyneikis Kalamaras  |
| Menys de 91 kg | Aziz Abbes Mouhiidine   | Toni Filipi           | Paul Omba · Burak Aksin                |
| Més de 91 kg   | Yousry Hafez            | Mohamed Firisse       | Djamili Aboudou · Mohamad Mulayes      |

## Medaller per país
| Posició | País    | Or | Plata | Bronze | Total |
| 1       | Egipte  | 3  | -     | -      | 3     |
| 2       | Itàlia  | 2  | 1     | 1      | 4     |
| 3       | Turquia | 1  | 2     | 3      | 6     |
| 4       | Espanya | 1  | 1     | 1      | 3     |
| 4       | Síria   | 1  | 1     | 1      | 3     |
| 6       | França  | 1  | -     | 3      | 4     |
| 7       | Marroc  | -  | 2     | -      | 2     |
| 8       | Albània | -  | 1     | -      | 1     |
| 8       | Croàcia | -  | 1     | -      | 1     |
| 10      | Tunísia | -  | -     | 3      | 3     |
| 11      | Algèria | -  | -     | 2      | 2     |
| 11      | Grècia  | -  | -     | 2      | 2     |
| 11      | Sèrbia  | -  | -     | 2      | 2     |
| Total   | Total   | 9  | 9     | 18     | 36    |